# Jodelle Ferland
Jodelle Micah Ferland, född 9 oktober 1994 i Nanaimo, British Columbia, är en kanadensisk skådespelerska. Hon har bland annat spelat rollen som Sharon/Alessa i filmen Silent Hill från 2006.

## Biografi
Ferland föddes i Nanaimo, British Columbia som dotter till Valerie Ferland. Hennes syskon är skådespelerskan Marisha Ferland och musikern Jeremy Ferland. Hon gjorde sin filmdebut vid 4 års ålder i TV-filmen Mermaid som hon även fick en Emmy Award-nominering för, vilket gör henne till den yngsta nominerade i Emmy Awards historia. Hon har sedan dess medverkati flera TV-serier, inkluderat Smallville, Dark Angel, Stargate SG-1, Supernatural och filmer som They och Trapped.
År 2005 fick hon huvudrollen i Terry Gilliams drama Tideland, för vilken hon fick en Genie Award. Följande år blev hon även huvudrollsinnehavare i Silent Hill från 2006, en adaption av det kända TV-spelet med samma namn. Samma år hade hon en biroll i Good Luck Chuck för Lions Gate Films, och under 2008 spelade hon mot Renée Zellweger i Case 39 för Paramount Pictures.
År 2010 fick Ferland en biroll i storfilmssuccén Eclipse där hon spelade vampyren Bree Tanner, vars karaktär det dessutom skrivits en bok om.

## Filmografi

### Television
| År   | Serie             | Episoder             | Roll                   |
| ---- | ----------------- | -------------------- | ---------------------- |
| 1999 | Cold Squad        | Deadly Games: Part 2 | Hailey Hatcher         |
| 1999 | Cold Squad        | First Deadly Sin     | Hailey Hatcher         |
| 2000 | Higher Ground     | Innocence            | Ung Juliette           |
| 2001 | Wolf Lake         | Unaired pilot        | Lily Kelly             |
| 2001 | Dark Angel        | Red                  | Annabelle Anselmo      |
| 2001 | The Lone Gunmen   | Cap'n Toby           | Den lilla flickan Mary |
| 2001 | So Weird          | Annie's Song         | Maria                  |
| 2002 | Special Unit 2    | The Piper            | Flicka i brännpunkt    |
| 2002 | John Doe          | Pilot                | Jenny Nichols          |
| 2003 | Smallville        | Accelerate           | Emily Eve Dinsmore     |
| 2003 | Mitt liv som död  | Pilot                | Kirsti                 |
| 2004 | The Collector     | The Rapper           | Djävulen/Liten flicka  |
| 2004 | The Collector     | The Prosecutor       | Djävulen/Liten flicka  |
| 2006 | Supernatural      | Provenance           | Melanie Merchant       |
| 2006 | Stargate SG-1     | Flesh and Blood      | Adria (7 år)           |
| 2006 | Masters of Horror | The V Word           | Lisa                   |
| 2007 | Stargate Atlantis | Harmony              | Harmony                |

### Film
| År   | Film                      | Roll                       | Noteringar |
| ---- | ------------------------- | -------------------------- | ---------- |
| 2000 | Mermaid                   | Desiree Leanne 'Desi' Gill | TV-film    |
| 2000 | The Linda McCartney Story | Heather (5-6 år)           | TV-film    |
| 2000 | Sole Survivor             | Nina Carpenter             | Miniserie  |
| 2000 | Special Delivery          | Samantha Beck              | TV-film    |
| 2001 | Trapped                   | Heather                    | TV-film    |
| 2001 | Deadly Little Secrets     | Madison                    | Film       |
| 2001 | The Miracle of the Cards  | Annie                      | TV-film    |
| 2002 | They                      | Sarah                      | TV-film    |
| 2002 | Carrie                    | Ung Carrie                 | TV-film    |
| 2003 | Mob Princess              | Ung Patti                  | TV-film    |
| 2004 | Kingdom Hospital          | Mary Jensen                | Miniserie  |
| 2004 | 10.5 (TV-serie)           | Little 'Wow!' Girl         | Miniserie  |
| 2004 | Too Cool for Christmas    | Alexa                      | TV-film    |
| 2005 | Tideland                  | Jeliza-Rose                | Film       |
| 2006 | Silent Hill               | Sharon/Alessa              | Film       |
| 2006 | Amber's Story             | Nichole Taylor Timmons     | TV-film    |
| 2006 | Swimming Lessons          | Zoe                        | Kortfilm   |
| 2006 | The Secret of Hidden Lake | Young Maggie Dolan         | TV-film    |
| 2007 | The Messengers            | Michael Rollins            | Film       |
| 2007 | Seed                      | Detektiv Bishops dotter    | Film       |
| 2007 | Good Luck Chuck           | Lila Carpenter             | Film       |
| 2007 | Céline                    | Ung Celine                 | TV-film    |
| 2007 | Pictures of Hollis Woods  | Hollis Woods               | TV-film    |
| 2008 | Case 39                   | Lillith Sullivan           | Film       |
| 2008 | Wonderful World           | Sandra                     | Film       |
| 2010 | Eclipse                   | Bree Tanner                | Film       |
| 2012 | The Tall Man              | Jenny                      | Film       |